# Koraljka Beker
Koraljka Beker (Zagreb, 30. srpnja 1965.) je hrvatska akademska slikarica.

## Biografija
Rođena je 1965. godine u Zagrebu, gdje je završila Školu primijenjene umjetnosti i dizajna 1984. godine te Akademiju likovnih umjetnosti (ALU), u klasi profesora Đure Sedera, 1990. godine. Nakon studija se intenzivno bavi slikarstvom i ilustracijom. Izlagala je na desetak samostalnih i dvadesetak skupnih izložbi u zemlji i inozemstvu te sudjelovala u radu likovnih kolonija: "Kaštel Grobnik" 2000. godine te "Maestral" 2000. i 2002. godine. Slikarstvo joj je prikazano u knjizi Josipa Depola "Figuracije u hrvatskom slikarstvu 1970. do 1995." Uz slikarstvo, bavi se grafičkim dizajnom te povremeno izrađuje ilustracije za dječje listove (Smib, Modra lasta) i naslovne stranice knjiga. Živi i radi u Zagrebu. Stalna je članica Hrvatskog društva likovnih umjetnika (HDLU) od 1990. godine i Hrvatske zajednice samostalnih umjetnika (HZSU) od 2005. godine. 

## Samostalne izložbe
- 1992. Zagreb – Galerija Buljat – aktovi, ulja na platnu
- 1995. Zagreb – Galerija Urlich – aktovi, ulja na platnu
- 1999. Ljubljana, Slovenija – Galerija Cek – crteži
- 1999. Zagreb – Galerija Idealni grad – "Bljesak pejsaža", pasteli na papiru
- 2002. Rab – Galerija Knežev dvor – "Buđenja", ulja na platnu
- 2004. Makarska – Galerija Antun Gojak – ulja na platnu
- 2004. Kaštela – Muzej grada Kaštela – ulja na platnu
- 2005. Trogir – Muzej grada Trogira – "Unutarnji crtež i vanjska slika", ulja na platnu
- 2006. Pečuh, Mađarska – Galerija Csoport Horda – "Krajolici", ulja na platnu
- 2007. Zagreb – Galerija Matice Hrvatske – "Protiv struje", aktovi, ulja na platnu
- 2009. Zagreb – Galerija Pučkog otvorenog učilišta – aktovi, ulja na platnu

## Vanjske poveznice
- Matica Hrvatska[neaktivna poveznica]
- Cunterwiew  Arhivirana inačica izvorne stranice od 31. ožujka 2009. (Wayback Machine)